# Telepatía
"Telepatía" é uma canção gravada pela cantora americana-colombiana Kali Uchis, presente em seu segundo álbum de estúdio Sin Miedo (del Amor y Otros Demonios). A faixa foi composta pela intérprete, com produção de Tainy, Lara e Albert. A canção foi lançada como terceiro single do disco em 26 de fevereiro de 2021, através da Interscope Records e Virgin EMI.
Sem a intenção de ser trabalhada como single, "Telepatía" ganhou popularidade através do aplicativo de vídeos TikTok, fazendo a canção debutar em diversas paradas mundiais. O sucesso da música também impulsionou o seu segundo álbum, fazendo-o entrar na Billboard Hot 100, desde seu primeiro álbum Isolation.

## Vídeo musical
O vídeo musical de "Telepatía" foi lançado em 18 de março de 2021 e foi dirigido pela própria artista. O vídeo intercala cenas de Uchis passeado pela cidade onde viveu sua infância, Pereira, Colômbia, enquanto ela se apresenta em um cenário com um vestido cintilante vermelho.

## Posições nas tabelas musicais
| Tabela musical (2021)                         | Melhor posição |
| --------------------------------------------- | -------------- |
| Argentina (Argentina Hot 100)                 | 38             |
| Austrália (ARIA)                              | 38             |
| Áustria (Ö3 Austria Top 75)                   | 74             |
| Bélgica (Ultratip Bubbling Under de Flandres) | 4              |
| Canadá (Canadian Hot 100)                     | 45             |
| República Checa (Singles Digitál Top 100)     | 57             |
| Colômbia (National-Report)                    | 34             |
| Eslováquia (Rádio Top 100)                    | 10             |
| Espanha (PROMUSICAE)                          | 51             |
| Estados Unidos (Billboard Hot 100)            | 39             |
| Estados Unidos (Billboard Hot Latin Songs)    | 2              |
| Estados Unidos (Billboard Latin Pop Airplay)  | 13             |
| França (SNEP)                                 | 117            |
| Mundo (Billboard Global 200)                  | 10             |
| Irlanda (IRMA)                                | 33             |
| Lituânia (AGATA)                              | 3              |
| Malásia (RIM)                                 | 13             |
| México (Streaming — AMPROFON)                 | 1              |
| Nova Zelândia (Recorded Music NZ)             | 35             |
| Países Baixos (Single Top 100)                | 73             |
| Portugal (AFP)                                | 10             |
| Reino Unido (OCC UK R&B)                      | 26             |
| Reino Unido (UK Singles Chart)                | 41             |
| Singapura (RIAS)                              | 11             |
| Suécia (Heatseeker — Sverigetopplistan)       | 3              |
| Suíça (Schweizer Hitparade)                   | 36             |